# Ouratea jurgensenii
Ouratea jurgensenii là một loài thực vật có hoa trong họ Ochnaceae. Loài này được (Planch.) Engl. mô tả khoa học đầu tiên năm 1876.